# Nordkoreas olympiske komite
Nordkoreas olympiske komite (eller Den demokratiske republikken Koreas olympiske komité, Chosŏn'gŭl: 조선민주주의인민공화국 올림픽 위원회) (IOC kode: PRK) er den nationale olympiske komite som repræsenterer Nordkorea.
Den blev etableret i 1953 og anerkendt af den Internationale Olympiske Komite i 1957. Præsident er Hak Son-pak, mens generalsekretær er Nam Chol-ri.

## Eksterne Henvisninger
- Nordkoreas Olympiske Komité Arkiveret 13. juni 2010 hos  Wayback Machine (fra Ocasia)